# Замок Гардікі (Керкіра)
Замок Гардікі (грецька: Κάστρο Γαρδικίου) — візантійський замок XIII століття на південно-західному узбережжі острова Керкіра, Греція та єдина збережена середньовічна фортеця в південній частині острова. Він був побудований правителями Епірський деспотата і був одним із трьох замків, що захищали острів до венеційської ери (1401–1797). Три замки утворили оборонний трикутник: Гардікі охороняв південь острова, замок Кассіопі на північному сході та Ангелокастро на північному заході.

## Заснування та розташування

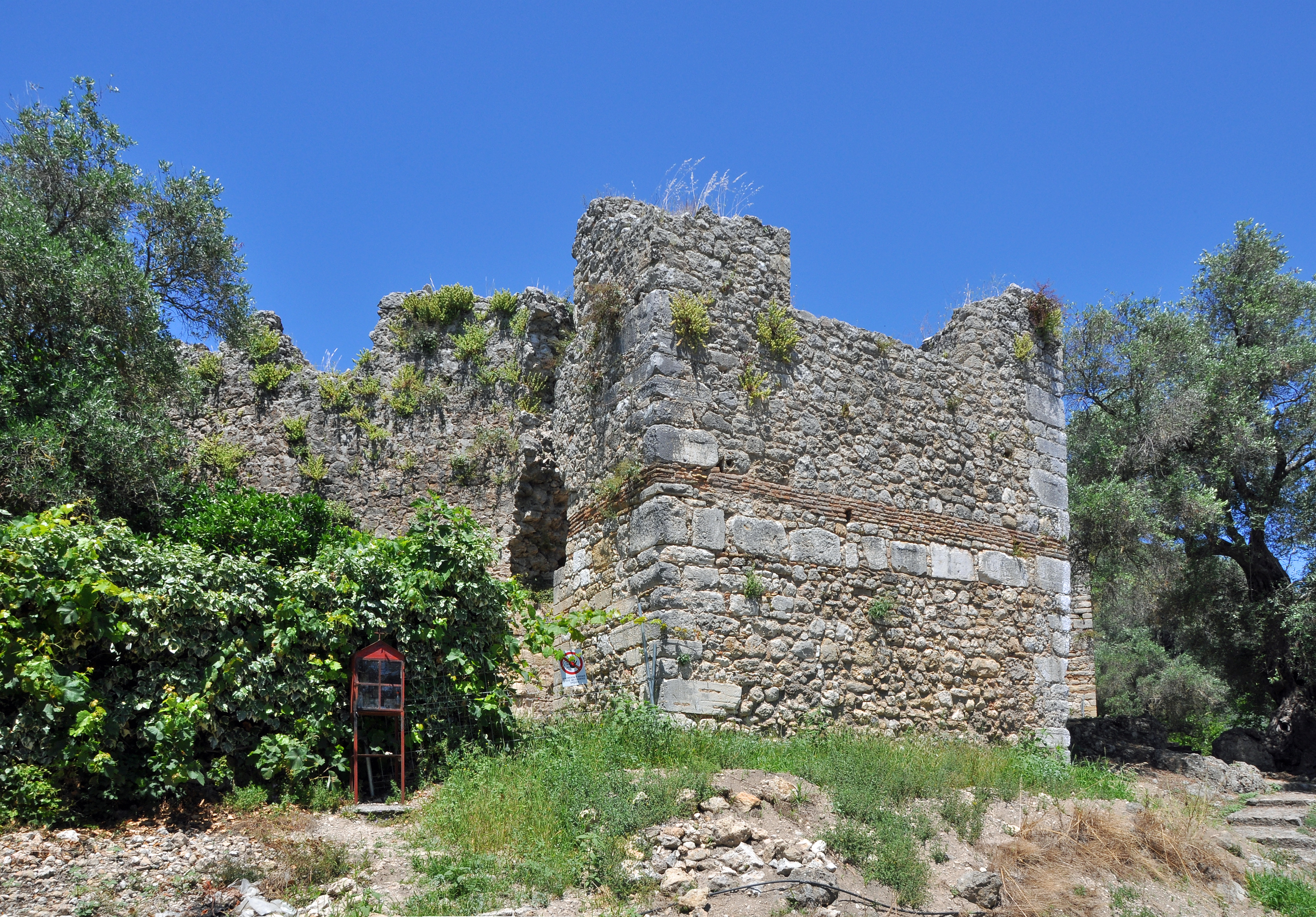
Одна з веж замку

Замок датується тринадцятим століттям і розташований на низькому пагорбі біля села Агіос Маттайос, яке розташований вище. Засновник замку, не відомий, але вважається, що його збудували або Михайло I Комненос, або його син Михайло II Комненос, правителі Епірський деспотата. Безпосередньо на південь від замку розташоване озеро Корисія, яке відокремлене від моря вузькою смугою суші.
У фундаменті фортеці Гардікі були виявлені фрагменти, характерні для античних споруд, що дозволяє припустити наявність тут більш древніх поселень[джерело?]. На місці замку в скельному укритті Грава Гардікі були знайдені залишки палеолітичної епохи, починаючи з 20 000 р. до н. е., включаючи кам'яні знаряддя мисливців-збирачів та кістки тварин, які були вилучені і експонуються в Археологічному музеї Керкіри.
Розташування Гардікі на вузькому південно-західному фланзі Корфу забезпечило захист полів та південних низин Керкіри. Поблизу фортеці також розташовані селища Гардікі та Месонгі (відстань — 4 км).

## Архітектура
Стіни замку Гардікі утворюють восьмикутник, які укріплюють вісім міцних веж, прикрашених рядами плиток. Для будівництва стін використовувалися частини старих споруд цих місць, в тому числі і древніх храмів.

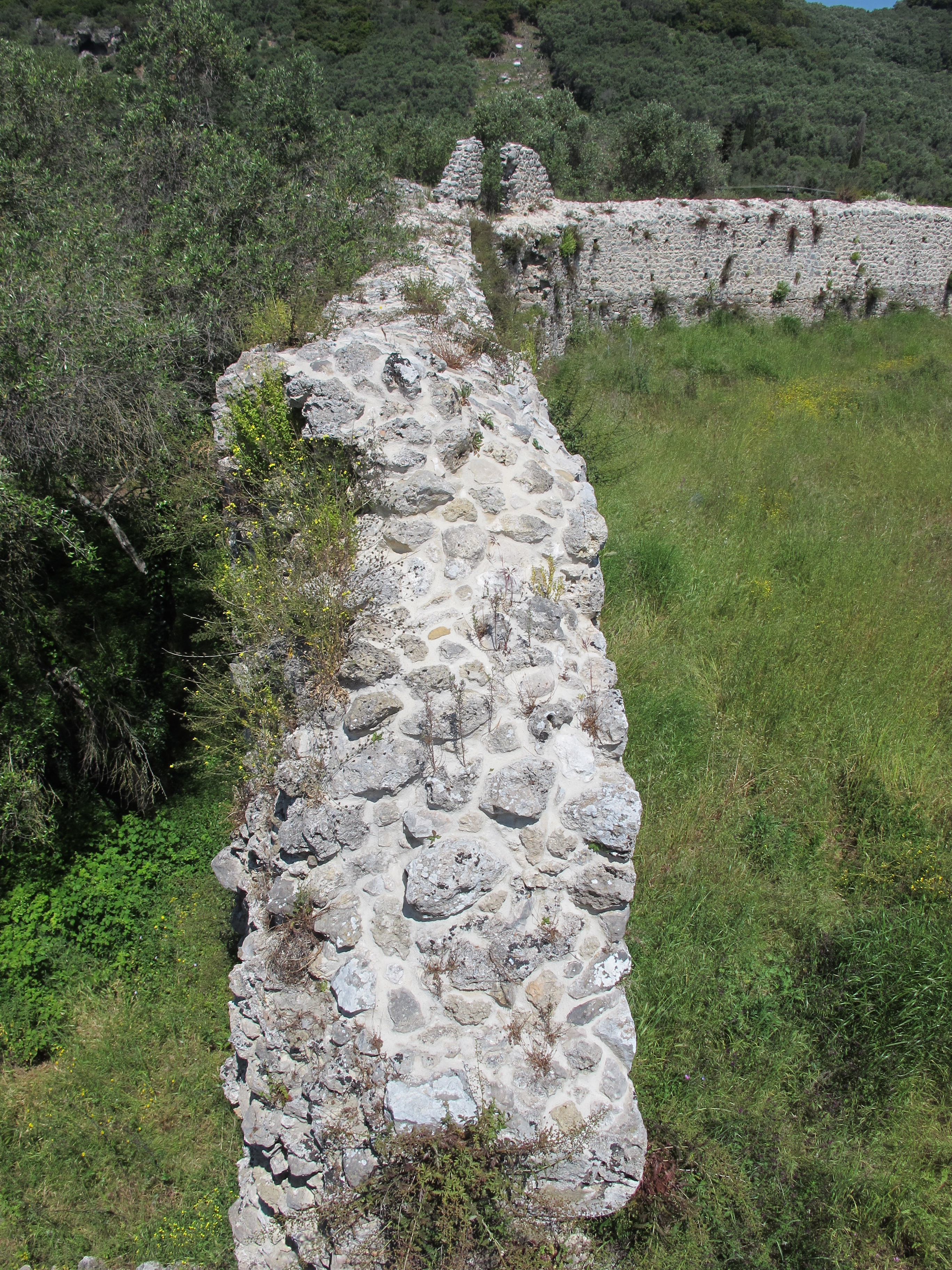
Стіни фортеці

Вісім веж мають квадратну форму, контур фортеці майже еліптичний. На вершині південної вежі є сліди каплиці із залишками релігійних фресок зображень святих. Вежі хоч перебувають і не в належному стані, проте все ще зберігають свою висоту. Вхід в замок зберігся, але його інтер'єр зруйнований. Раніше споруда мала два головних входи але сьогодні використовуються тільки південні ворота[джерело?].
Замок Гардікі вважається одним із найпомітніших архітектурних решток на Іонічних островах разом з Ангелокастро, замком Кассіопі та двома венеційськими фортецями міста Керкіри, Старого та Нового форту.
Керкірський шляхтич Андреа Мармора, найдавніший історик Корфу в середньовічні часи, у своїй книзі «Della Historia di Corfù» 1672 р. згадує, що деспоти Епіру прикрашали місто Корфу «найблагороднішими будівлями» та будували оборону в інших місцях на острів, включаючи фортеці Гардікі та Ангелокастро.